# Bom Jesus do Norte
Pour les articles homonymes, voir Bom Jesus.
Bom Jesus do Norte est une municipalité brésilienne située dans l'État de l'Espirito Santo.